# Johansen Peak
Der Johansen Peak ist ein markanter und 3310 m hoher Berg im westantarktischen Marie-Byrd-Land. In den La Gorce Mountains ragt er 5 km ostsüdöstlich des Mount Grier auf.
Der US-amerikanische Polarforscher Richard Evelyn Byrd entdeckte ihn im Zuge des Südpolfluges bei seiner ersten Antarktisexpedition (1928–1930). Die von Quin Blackburn (1900–1981) geleitete geologische Mannschaft bei Byrds zweiter Antarktisexpedition (1933–1935) kartierte ihn. Namensgeber ist der norwegische Polarforscher Fredrik Hjalmar Johansen (1867–1913). Die Benennung erfolgte im Abgleich mit der Namensgebung geographischer Objekte in dieser Umgebung durch den norwegischen Polarforscher Roald Amundsen bei seiner Südpolexpedition (1910–1912).